# Molär värmekapacitet
Molär värmekapacitet för ett kemiskt ämne är den mängd energi (värmeenergi) som måste tillföras till en mol av ämnet för att orsaka en ökning med en enhet i dess temperatur. Med andra ord är den molära värmekapaciteten värmekapaciteten dividerat med substansmängden ({\displaystyle C_{m}=C/n}) eller specifik värmekapaciteten gånger dess molmassa ({\displaystyle C_{m}=c\cdot M}). 
SI-enheten för molär värmekapacitet är joule per kelvin per mol [J⋅K⁻¹⋅mol⁻¹]. 
Molär värmekapacitet betecknas med ett index m som {\displaystyle C_{m}} för a särskilja den från värmekapacitet ({\displaystyle C} [J/K]) eller specifik värmekapacitet ({\displaystyle c} [J/(kgK)]).
Formulerat som en ekvation ges molär värmekapacitet som
{\displaystyle C_{m}={\frac {1}{n}}{\frac {dQ}{dT}}}
där {\displaystyle Q} är värmeenergi, {\displaystyle T} är temperatur och {\displaystyle n} substansmängd (antal mol).
För en ideal gas erhålls värmekapaciten enligt Ekvipartitionsprincipen, för ett fast ämne är det konstant enligt Dulong–Petits lag .